# Ceraticelus alticeps
Ceraticelus alticeps là một loài nhện trong họ Linyphiidae.
Loài này thuộc chi Ceraticelus. Ceraticelus alticeps được Irving Fox miêu tả năm 1891.